# Rue Ponsardin
Pour les articles homonymes, voir Ponsardin.
La rue Ponsardin est une voie de la commune de Reims, située au sein du département de la Marne, en région Grand Est.

## Situation et accès
La rue Ponsardin appartient administrativement au quartier centre-ville de Reims.
La voie est à sens unique sur toute sa longueur.

## Origine du nom
Elle porte le nom du baron d'Empire Nicolas Ponsardin (1747-1820).

## Historique
Ancienne « rue Haute-Croupe », cette rue était l’une des plus longues rues de la cité tracée sur l’emplacement des remparts. Après la démolition des remparts, vers 1848, elle prend le nom de « boulevard Cérès », nom qui fut donné l'année suivante au boulevard parallèle pendant que la rue prenait sa dénomination actuelle.

## Bâtiments remarquables et lieux de mémoire
- Au 7, maison de l'architecte Henry Royer avec un fronton orné d'une composition florale en sgraffites,
- Au 11, emplacement des premiers bains-douches de Reims ouvert en 1855 mais détruits pendant la Première Guerre mondiale,
- Au 44, immeuble atelier de Jacques Simon (maître verrier), les verres sont de lui, architecte Louis et Max Sainsaulieu,
- La maison d'angle avec la place Jamot : ancienne école professionnelle et ménagère construite par Ernest Brunette,
- Au 130 rue Ponsardin, première Résidence de l'association ARFO établie en 1962.

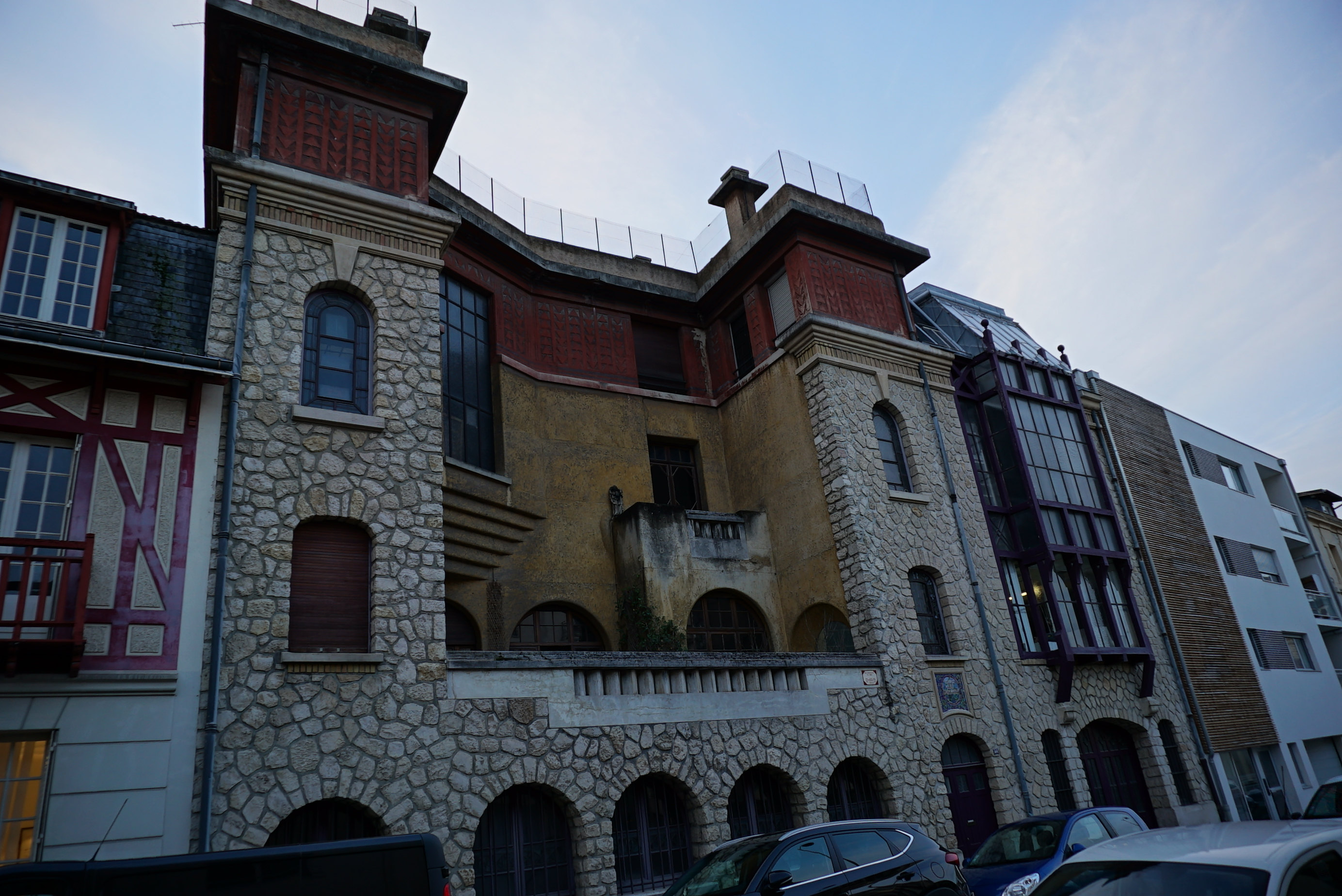
La maison Art Déco du 44.
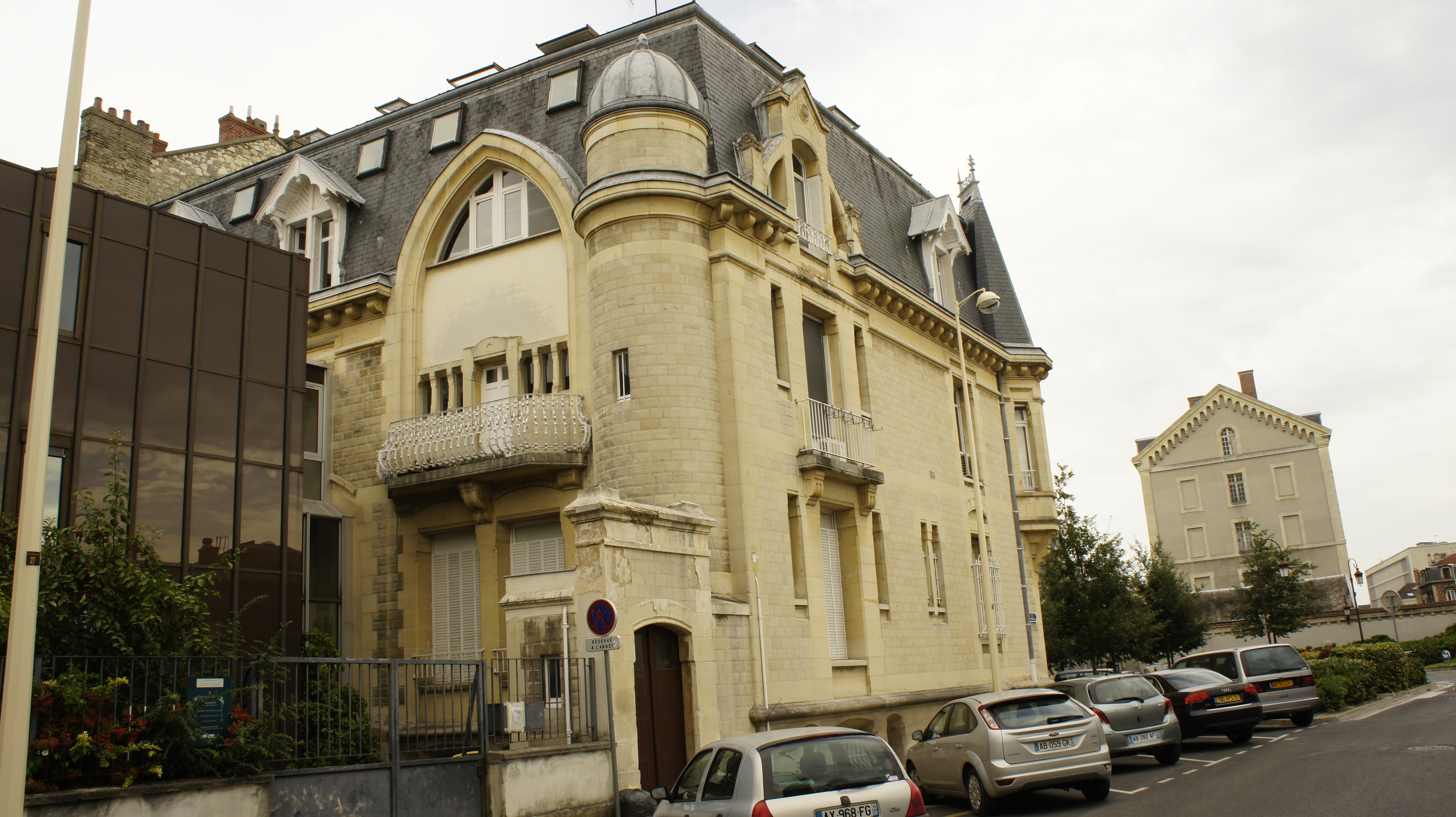
et d'angle avec la place Paul-Jamot (ancienne école professionnelle et ménagère).
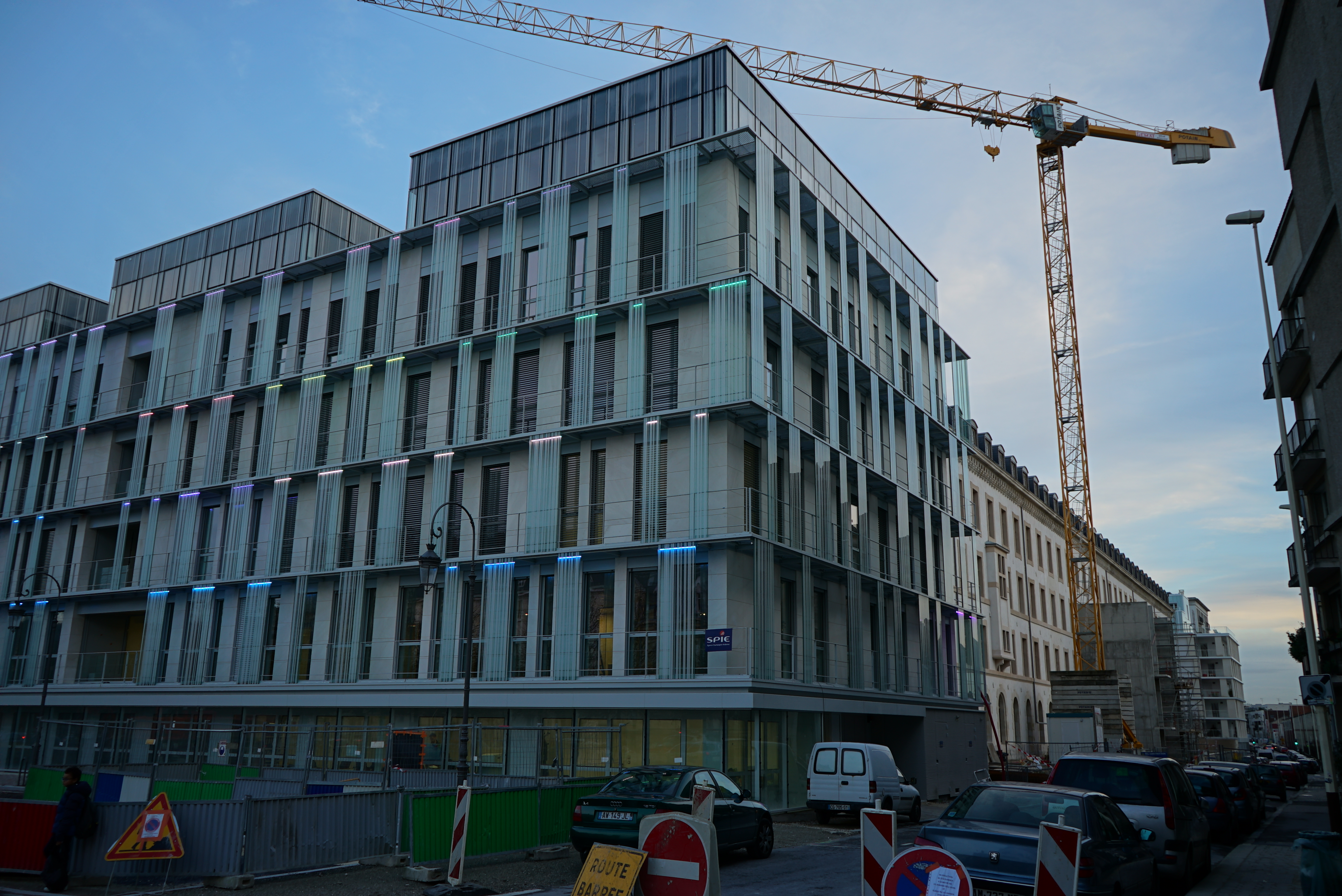
Façade actuelle de la caserne Colbert.